# Pheme

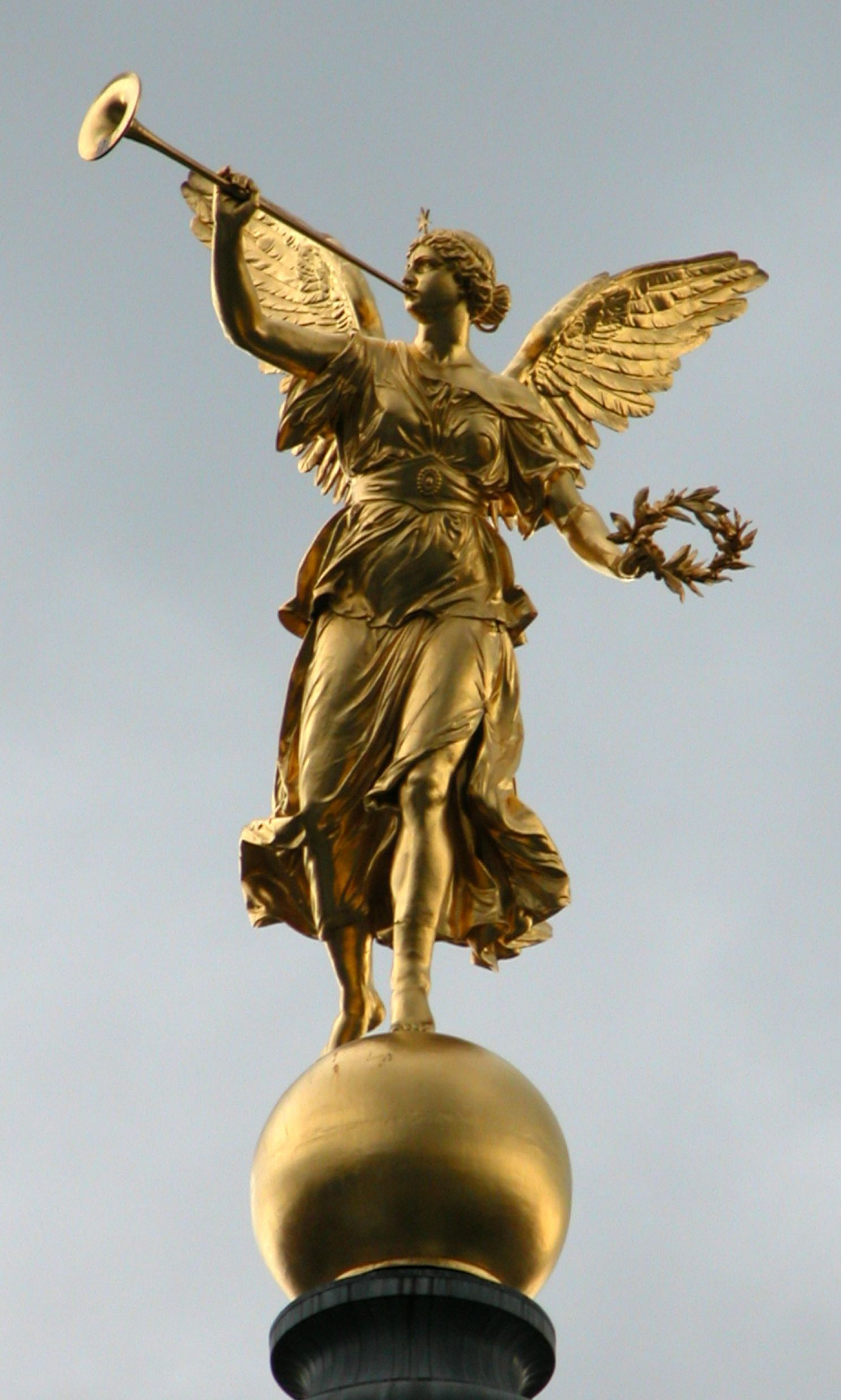
Staty i Dresden som föreställer Pheme.

Pheme var i grekisk mytologi ryktets och berömmelsens gudinna. Hon var  Gaias yngsta dotter och dotter till Tellus. Hon kallas även Ossa. Phemas följeslagare var Susurri, skvallrets gudinna, Credulitas, misstagens och godtrogenhetens gud, Laetitia, lyckans gudinna, och Timores, fruktans gud.
Pheme hade vingar, med vilka hon flög omkring och lade sig i allting.
I romersk mytologi kallas Pheme för Fama. 
I konsten avbildas hon ofta med trumpet och med vingar.